# Egerija (biljni rod)
Egerija (lat. Egeria), nekadašnji rod od 3 vrste vodenih trajnica iz porodice žabogrizovki. Ove vrste autohtone su u Brazilu, Urugvaju, Boliviji, Paragvaju i Argentini, odakle su uvezene po mnogim zemljama u Sjevernoj Americi, Europi, Aziji i Africi. Sinonim je za Elodea Michx.

## Vrste
1. Egeria densa Planch. = Elodea densa (Planch.) Casp.
2. Egeria heterostemon S.Koehler & C.P.Bove =  Elodea heterostemon (S.Koehler & C.P.Bove) Byng & Christenh.
3. Egeria najas Planch. =  Elodea najas (Planch.) Casp.

## Vanjske poveznice
|  | Zajednički poslužitelj ima još gradiva o temi Elodea |
|  | Wikivrste imaju podatke o taksonu Egeria             |